# جاي س. هاربر
جاي س. هاربر (بالإنجليزية: J. C. Harper)‏ هو لاعب كرة قدم أمريكية أمريكي، ولد في 13 ديسمبر 1965.